# Tajo
Fluviul Tajo (Taho) (din greacă tajo, crăpătură, latină tagus, portugheză tejo) este cel mai lung fluviu din peninsula Iberică. Bazinul hidrografic este cel mai populat, atât în Spania cât și în Portugalia, față de alte bazine hidrografice.
Tajo izvorăște din munții spanioli Sierra de Albarracin, de la o altitudine de 1 593 m, la o distanță de numai 150 km de Marea Mediterană. Șerpuiește printr-o vale îngustă și străbate câmpiile aflate mai jos. Lângă lacul de acumulare Bolarque, cursul se lărgeste, iar în apropiere de Aranjuez irigă una dintre cele mai fertile văi din Europa. Lângă Toledo se îngustează din nou și se strecoară printr-un defileu strâmt, înconjurat de stânci de granit.
La granița cu Portugalia, Tajo nu își schimbă numai numele. În acest loc, se transformă într-un fluviu uriaș și leneș, cu numeroase bancuri de nisip. Alimentat de mulți afluenți, fluviul ajunge în final, la Lisabona și se varsă printr-un estuar vast în Oceanul Atlantic.

### Date generale
Situare geografică: centrul și vestul peninsulei Iberice.
Izvoraște: Fuente de Garcia în muntii Sierra de Albarrcin provincia Teruel la 1593 m altitudine.
Vărsarea: în ocenul Atlantic prin Lisabona, formând un estuar numit Mar da Palha.
Lungimea: 1007 km ( 731 km în Spania și 275 km în Portugalia.

### Localități Importante prin care trece
În Spania
- Trillo
- Sacedon
- Aranjuez
- Toledo
- El Carpio de Tajo
- Malpica de Tajo
- Talavera de la Reina
- Alcántara

 În Portugalia
- Abrantes
- Constância
- Santarém
- Lisboa

### Afluenți Principali
Malul drept
- Jarama
- Guadarrama
- Alberche
- Tiétar
- Alagón

Malul stâng
- Guadiela
- Algodor
- Gévalo
- Ibor
- Almonte
- Salor
- Sever

## Galerie

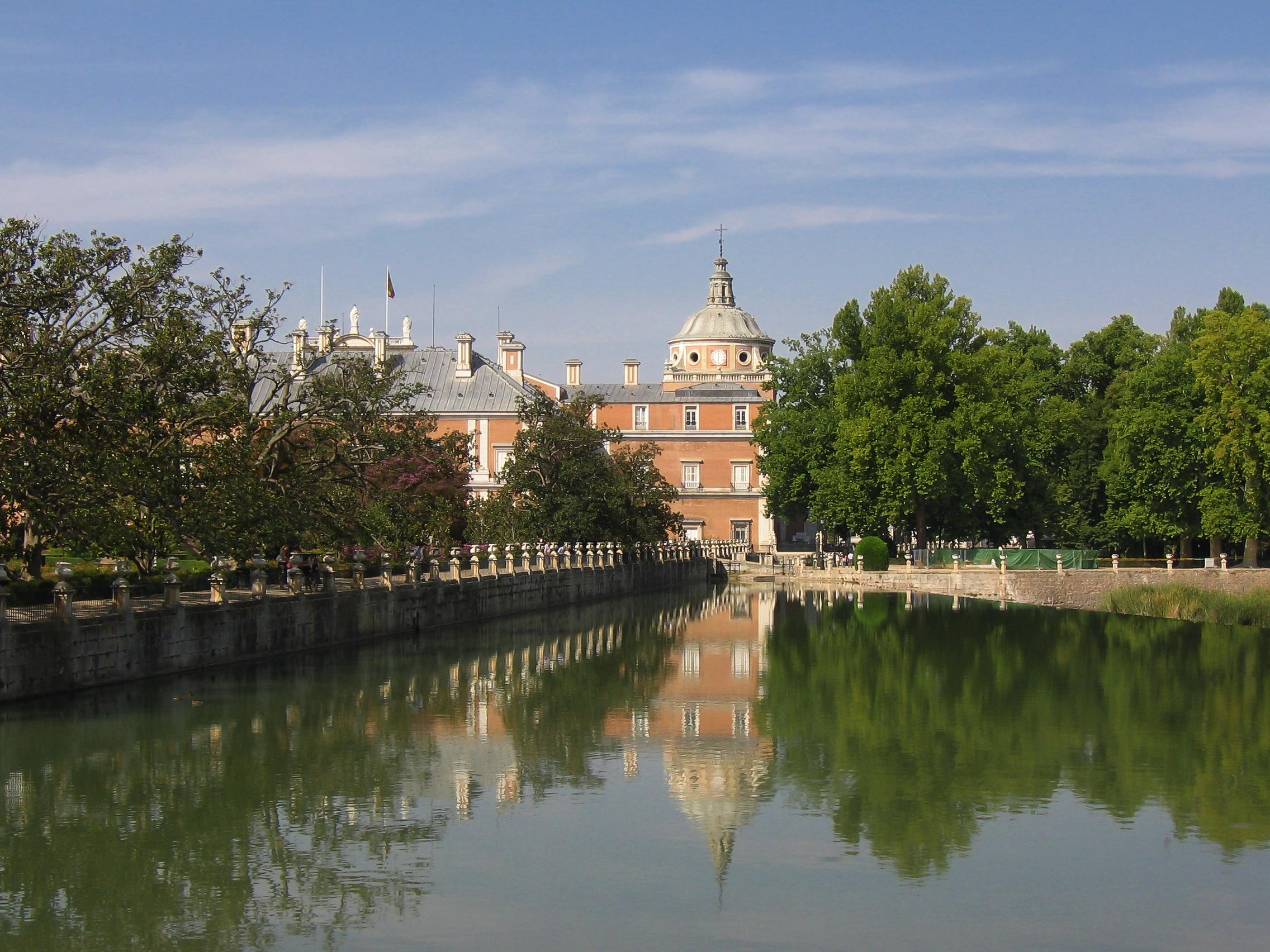
Vedere a râului Tajo în Aranjuez
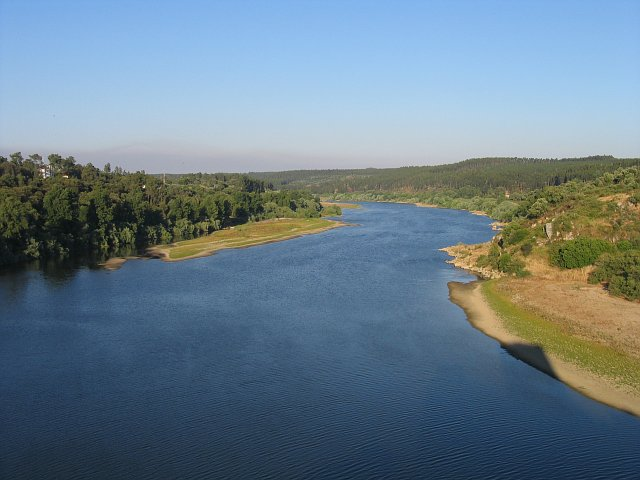
Râul Tajo în Portugalia
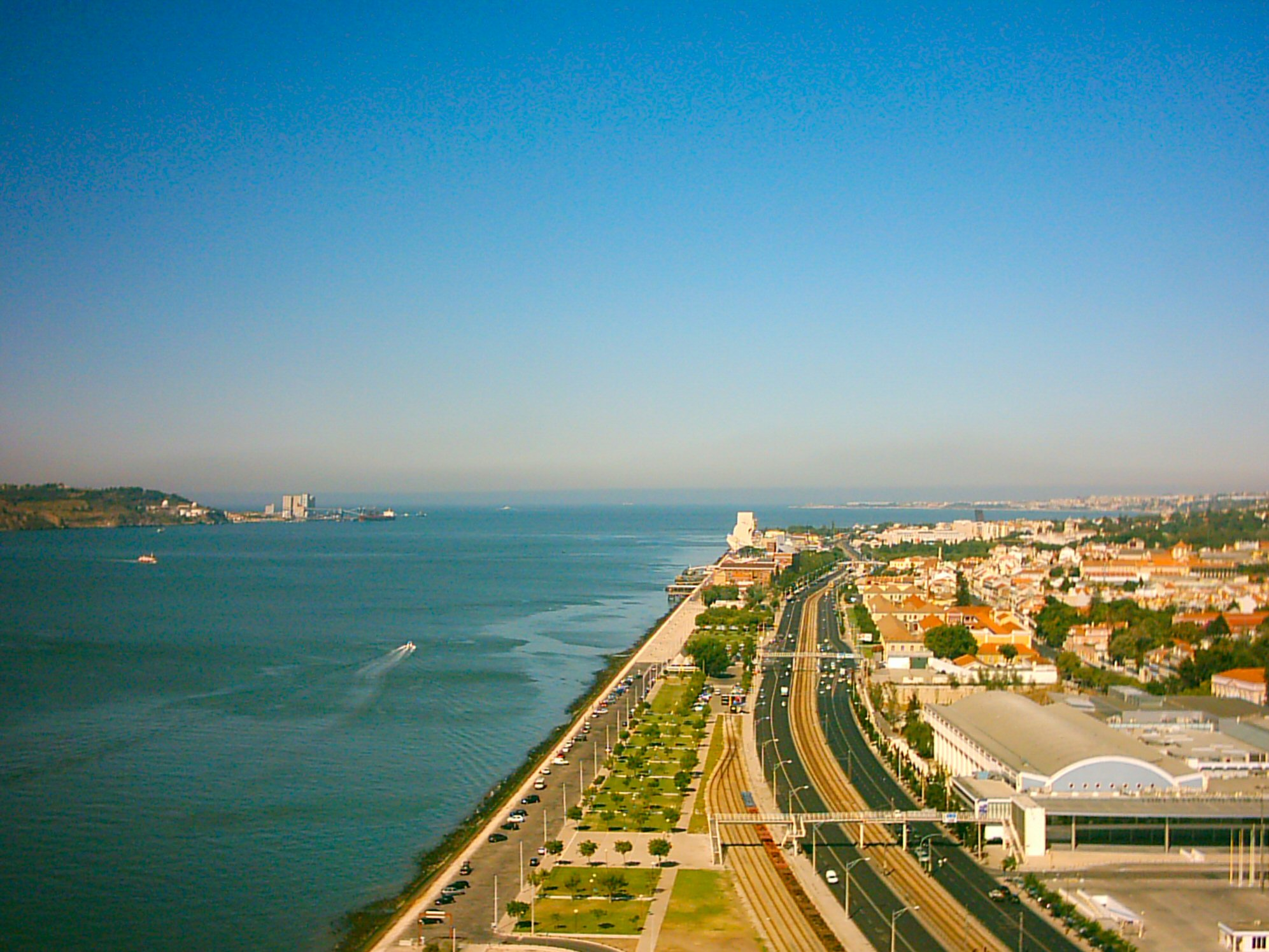
Vedere din estuarul râului Tajo în Lisabona
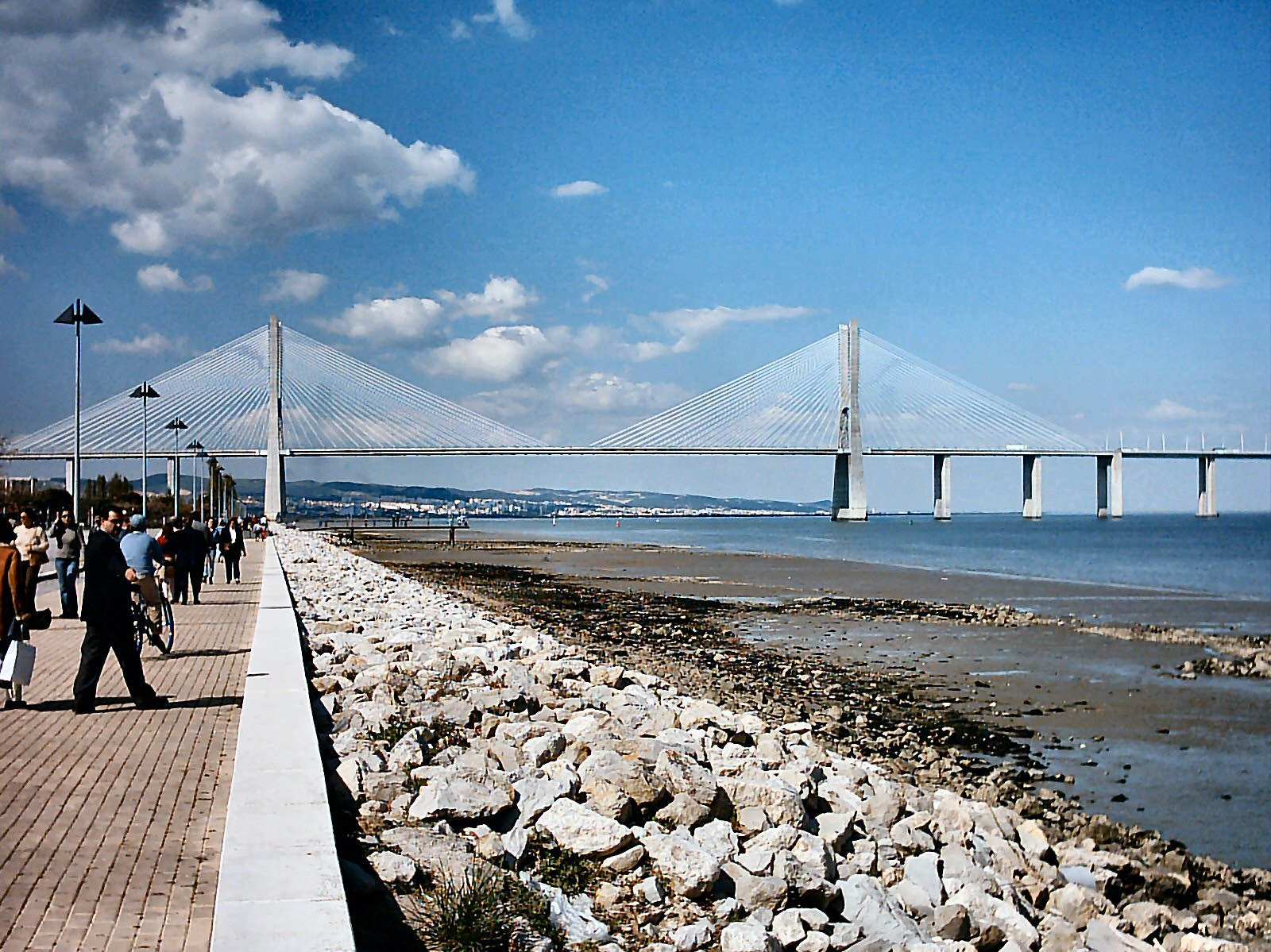
Podul Vasco da Gama traversează Tejo în Lisabona